# Ceraclea copha
Ceraclea copha là một loài Trichoptera trong họ Leptoceridae. Chúng phân bố ở miền Tân bắc.